# Pinkies begravelse
|  | Denne artikel er oprettet af botten Steenthbot ud fra en ekstern database. Den kan derfor have sproglige fejl eller mangler. Denne skabelon kan fjernes efter kontrol af indholdet. |

Pinkies begravelse er en dansk kortfilm fra 2019 instrueret af Simon Mortensen.

## Handling
Skæve stemninger, skøre eksistenser og artfilm-greb kolliderer i denne gangsterfilm, der på ingen måde er som alle de andre. Pinkie er død og skal begraves. Django har lige en stille og rolig aften med sin nye kæreste Sascha, da gangsteren Tommy banker på og overleverer nyheden om Pinkies død. Og med Tommys ankomst er fortiden landet i Djangos liv på ny, og intet for nogle af karaktererne vil være det samme igen. Dette er en aften, der ændrer deres liv.

## Medvirkende
- Niklas Herskind, Django
- Tore Dokkedahl, Tommy
- Lea Gregersen, Sascha
- Adam Benjamin Bazai, Øzic
- Julius Wettendorf, Skakspiller
- Simon Mortensen, Kagen